# Бернак, Пьер
Пьер Берна́к (фр. Pierre Bernac; 12 января 1899, Париж — 17 октября 1979, Авиньон) — французский певец (баритон) и вокальный педагог. Специализировался на французской камерной лирике (фр. mélodies) XIX—XX веков.

## Очерк биографии и творчества
Фамилию при рождении Бертен (фр. Bertin) изменил на «Бернак» (Bernac), во избежание путаницы с киноактёром Пьером Бертеном Архивная копия от 4 мая 2019 на Wayback Machine.
Систематического музыкального образования не получил. Брал уроки музыки у композитора Андре Капле, пианистки Ивонны Губерне. Дебютировал как камерный певец (в ансамбле с последней) в 1925.
В 1933—1959 постоянно сотрудничал с Ф. Пуленком. Первый исполнитель многих его песен, в том числе вокальных циклов «Озорные песни» (1926), «Пять стихотворений Элюара» (1935), «Тот день, та ночь» (1937), «Каллиграммы» (1948), «Прохлада и жар» (La Fraîcheur et le Feu, 1950), «Труд художника» (1956). Исполнял также песни А. Русселя, А. Онеггера («3 стихотворения Клоделя», 1941), А. Жоливе («Жалобы солдата», 1943; «Интимные стихи», 1944). Гастролировал с Пуленком в Европе и (с 1948) в США. Реже пел немецкие романтические песни (сохранилась аудиозапись шумановского цикла «Любовь поэта», сделанная в 1952 с Робером Казадезюсом).
На оперной сцене появлялся дважды, в партии Пеллеаса («Пеллеас и Мелизанда» К. Дебюсси) — в Париже в 1933 (в Театре Елисейских полей) и в Женеве (с Э. Ансерме) в 1936.
Прекратил публичные выступления в 1960 году. С 1961 преподавал камерный вокал в Американской консерватории (Фонтенбло), давал мастер-классы в США. Среди учеников Бернака — известные певцы и певицы, в том числе Жерар Сузе, Элли Эмелинг, Джесси Норман, Мишель Пикемаль.
Автор научно-методической книги «The interpretation of French song» (London, 1970; 2-е исправл. изд, 1997; переиздания 2005 и 2009; включает английские переводы всех песен Пуленка, с комментариями).
Собрание аудиозаписей Бернака было выпущено в 1999 на трёх компакт-дисках, на лейбле Testament (EMI).